# 예스, 디어
《예스, 디어》(영어: Yes, Dear)는 2000년부터 2006년까지 CBS에서 방영된 미국의 텔레비전 시트콤이다.

## 출연진
메인
- 앤서니 클라크 - 그레고리 "그레그" 워너 역
- 진 루이자 켈리 - 킴벌리 "킴" 워너 역
- 마이크 오맬리 - 제임스 "지미" 휴스 주니어 역
- 라이자 스나이더 - 크리스틴 휴스 역